# Beatificazioni del pontificato di Benedetto XVI

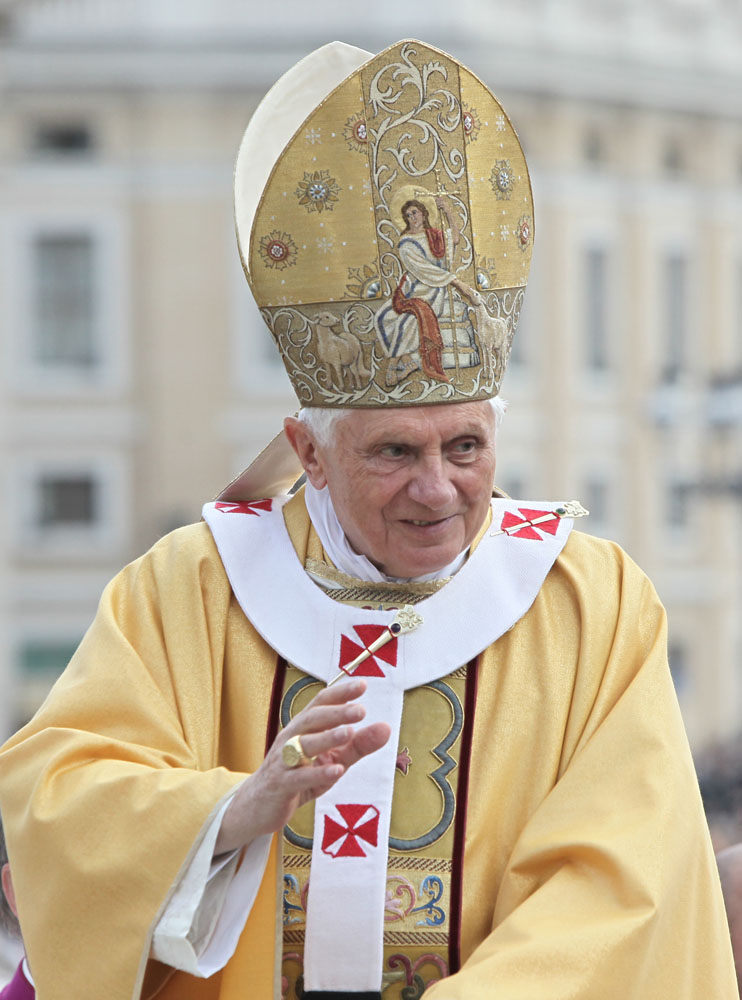
Papa Benedetto XVI

Durante il suo pontificato (2005-2013) papa Benedetto XVI ha beatificato 869 venerabili servi di Dio nel corso di 116 distinte cerimonie pubbliche. Occorre precisare che papa Benedetto XVI, già dall'inizio del suo pontificato, ha deciso di presiedere solamente i riti di canonizzazione: le beatificazioni, infatti, venivano approvate dal pontefice ed il conseguente rito di beatificazione era celebrato da un cardinale o un arcivescovo in qualità di delegato pontificio. Le uniche beatificazioni presiedute da papa Benedetto XVI in persona sono state quelle di John Henry Newman e di papa Giovanni Paolo II.
Segue la lista delle beatificazioni celebrate nel corso del pontificato di papa Benedetto XVI.

## Riti del 2005
- cerimonia del 14 maggio nella Basilica di San Pietro in Vaticano, presieduta dal cardinale José Saraiva Martins:
  - Marianna Cope, superiora generale delle suore francescane di Syracuse
  - Ascensión Nicol Goñi, delle suore missionarie domenicane del Rosario
- cerimonia del 19 giugno in piazza Piłsudski a Varsavia, presieduta dal cardinale Józef Glemp:
  - Władysław Findysz, sacerdote e martire
  - Ignacy Kłopotowski, sacerdote, fondatore delle suore della Beata Maria Vergine di Loreto
  - Bronisław Markiewicz, sacerdote, fondatore della Congregazione di San Michele Arcangelo
- cerimonia del 9 ottobre nella basilica di San Pietro in Vaticano, presieduta dal cardinale José Saraiva Martins:
  - Clemens August von Galen, vescovo di Münster e cardinale
- cerimonia del 29 ottobre nella basilica di San Pietro in Vaticano, presieduta dal cardinale José Saraiva Martins:
  - Ángela Ginard Martí, martire, delle zelatrici del culto eucaristico
  - Josep Tàpies Sirvant e sei compagni, martiri
- cerimonia del 6 novembre nella cattedrale di Santa Maria Annunciata a Vicenza presieduta dal cardinale José Saraiva Martins:
  - Eurosia Fabris Barban, vedova e madre di famiglia
- cerimonia del 13 novembre nella basilica di San Pietro in Vaticano, presieduta dal cardinale José Saraiva Martins:
  - Maria Crocifissa Curcio, fondatrice delle suore carmelitane missionarie di Santa Teresa del Bambin Gesù
  - Charles de Foucauld, religioso
  - Maria Pia Mastena, fondatrice delle suore del Santo Volto
- cerimonia del 20 novembre nello stadio di Jalisco, presieduta dal cardinale José Saraiva Martins:
  - Anacleto González Flores e sette compagni, martiri
  - José Trinidad Rangel Montaño e due compagni, martiri
  - Ángel Darío Acosta Zurita, sacerdote e martire
  - José Sánchez del Rio, giovane laico e martire

## Riti del 2006
- cerimonia del 18 marzo nella cattedrale di Bari, presieduta dal cardinale José Saraiva Martins:
  - Elia di San Clemente, monaca professa dell'Ordine carmelitano
- cerimonia del 30 aprile in piazza del Duomo a Milano, presieduta dal cardinale José Saraiva Martins:
  - Luigi Biraghi, sacerdote, fondatore delle suore di Santa Marcellina
  - Luigi Monza, sacerdote, fondatore delle piccole apostole della carità
- cerimonia del 30 aprile a Ramapuram, presieduta dal cardinale Varkey Vithayathil:
  - Augustine Thevarparampil, sacerdote del rito siro-malabarese
- cerimonia del 13 maggio nella cattedrale di Roermond, presieduta dal cardinale Adrianus Simonis:
  - Anna Maria Tauscher van den Bosch, fondatrice delle suore carmelitane del Divin Cuore di Gesù
- cerimonia del 14 maggio nel duomo di Napoli, presieduta dal cardinale José Saraiva Martins:
  - Maria Grazia Tarallo, delle suore crocifisse adoratrici dell'Eucaristia
- cerimonia del 28 maggio piazza del duomo a Viseu, presieduta dal cardinale José Saraiva Martins:
  - Rita Lopes de Almeida, fondatrice delle suore dell'Istituto di Gesù, Maria e Giuseppe
- cerimonia del 15 giugno nello stadio di Mineirão, presieduta dal cardinale José Saraiva Martins:
  - Eustáquio van Lieshout, sacerdote professo della Congregazione dei Sacri Cuori
- cerimonia del 17 settembre nel duomo di Brescia, presieduta dal cardinale José Saraiva Martins:
  - Mosè Tovini, sacerdote
- cerimonia del 17 settembre a Budapest, presieduta dal cardinale Péter Erdő:
  - Sára Salkaházi, suora della congregazione delle Suore del servizio sociale
- cerimonia dell'8 ottobre nell'Anfiteatro Romano di Fiesole, presieduta dal cardinale José Saraiva Martins:
  - Maria Teresa Scrilli, fondatrice delle suore di Nostra Signora del Carmelo
- cerimonia del 22 ottobre a Bilbao, presieduta dal cardinale José Saraiva Martins:
  - Margarita María López de Maturana, fondatrice delle Suore mercedarie missionarie
- cerimonia del 22 ottobre a Spira, presieduta dal cardinale Friedrich Wetter:
  - Paul Josef Nardini, fondatore delle povere francescane della Sacra Famiglia
- cerimonia del 5 novembre a San Paolo, presieduta dal cardinale José Saraiva Martins:
  - Mariano de la Mata Aparício, sacerdote professo dell'Ordine di Sant'Agostino
- cerimonia del 3 dicembre a Ollur, presieduta dal cardinale Varkey Vithayathil:
  - Eufrasia del Sacro Cuore di Gesù, della congregazione delle suore della Madre del Carmelo

## Riti del 2007
- cerimonia del 14 aprile nella chiesa del Volto Santo a Torino, presieduta dal cardinale José Saraiva Martins:
  - Luigi Boccardo, sacerdote, fondatore delle suore di Gesù Re
- cerimonia del 15 aprile nella concattedrale di Castellammare di Stabia, presieduta dal cardinale José Saraiva Martins:
  - Maria Maddalena Starace, fondatrice delle suore compassioniste serve di Maria
- cerimonia del 21 aprile nella cattedrale di Palermo, presieduta dal cardinale Salvatore De Giorgi:
  - Francesco Spoto, superiore generale dei missionari servi dei poveri
- cerimonia del 29 aprile cattedrale di Rimini, presieduta dal cardinale José Saraiva Martins:
  - Bruna Pellesi, suore della congregazione delle suore francescane missionarie di Cristo
- cerimonia del 6 maggio alla fiera di Antequera, Malaga, presieduta dal cardinale José Saraiva Martins:
  - María del Carmen González-Ramos, fondatrice delle suore francescane dei Sacri Cuori
- cerimonia del 27 maggio in Piazza Giacomo Matteotti a Città di Castello, presieduta dal cardinale José Saraiva Martins:
  - Carlo Liviero, vescovo di Città di Castello e fondatore della congregazione delle piccole ancelle del Sacro Cuore
- cerimonia del 15 settembre al Centre Antares di Le Mans, presieduta dal cardinale José Saraiva Martins:
  - Basile Moreau, sacerdote, fondatore della Congregazione di Santa Croce e delle suore Marianite di Santa Croce
- cerimonia del 16 settembre nella cattedrale di Bordeaux, presieduta dal cardinale José Saraiva Martins:
  - Marie-Céline Castang, monaca professa del Second'Ordine di francescano
- cerimonia del 16 settembre nel santuario dell'Addolorata e Licheń Stary, presieduta dal cardinale Tarcisio Bertone:
  - Stanisław Papczyński, sacerdote, fondatore della Congregazione dei chierici mariani
- cerimonia del 30 settembre nella cattedrale di Nysa, presieduta dal cardinale José Saraiva Martins:
  - Maria Merkert, cofondatrice delle suore di Santa Elisabetta
- cerimonia del 20 ottobre in piazza del duomo a Tubarão, presieduta dal cardinale José Saraiva Martins:
  - Albertina Berkenbrock, vergine e martire
- cerimonia del 21 ottobre all'Exposition Park di Frederico Westphalen, presieduta dal cardinale José Saraiva Martins:
  - Manuel Gómez González e Adílio Da Ronch, martiri
- cerimonia del 26 ottobre nella cattedrale di Linz, presieduta dal cardinale José Saraiva Martins:
  - Franz Jägerstätter, martire
- cerimonia del 27 ottobre nella basilica di San Giovanni in Laterano a Roma, presieduta dal cardinale José Saraiva Martins:
  - Celina Chludzińska Borzęcka, fondatrice delle suore della Risurrezione di Nostro Signore Gesù Cristo
- cerimonia del 28 ottobre in piazza San Pietro a Roma, presieduta dal cardinale José Saraiva Martins:
  - 498 martiri delle persecuzioni religiose nel corso della guerra civile spagnola
- cerimonia dell'11 novembre nella provincia di Río Negro, presieduta dal cardinale Tarcisio Bertone:
  - Zeffirino Namuncurá, laico
- cerimonia del 18 novembre nel palazzo dello sport di Novara, presieduta dal cardinale José Saraiva Martins:
  - Antonio Rosmini, sacerdote, fondatore dell'Istituto della carità e delle suore della Provvidenza
- cerimonia del 2 dicembre nello stadio Barradão di São Salvador da Bahia, presieduta dal cardinale José Saraiva Martins:
  - Lindalva Justo de Oliveira, vergine e martire

## Riti del 2008
- cerimonia del 3 febbraio in piazza del Santuario di Nostra Signora di Bonaria a Cagliari, presieduta dal cardinale José Saraiva Martins:
  - Giuseppina Nicoli, della compagnia delle figlie della carità di San Vincenzo de' Paoli
- cerimonia del 30 marzo nella Cattedrale di Santa Maria del Fiore, presieduta dal cardinale José Saraiva Martins:
  - Maria Anna Donati, fondatrice delle figlie povere di San Giuseppe Calasanzio
- cerimonia del 27 aprile nello stadio da baseball di Caracas, presieduta dal cardinale José Saraiva Martins:
  - Susana Paz Castillo Ramírez, fondatrice delle Suore carmelitane di Madre Candelaria
- cerimonia del 3 maggio nella basilica di San Giovanni in Laterano a Roma, presieduta dal cardinale José Saraiva Martins:
  - Maria Maddalena dell'Incarnazione, fondatrice delle adoratrici perpetue del Santissimo Sacramento
- cerimonia del 4 maggio nella cattedrale di Treviri, presieduta dal cardinale Joachim Meisner:
  - Maria Rosa Flesch, fondatrice delle francescane di Santa Maria degli Angeli
- cerimonia del 24 maggio al parco Bogdan Chmielnecki di Leopoli, presieduta dal cardinale Tarcisio Bertone:
  - Marta Wiecka, suora della congregazione delle figlie della carità di San Vincenzo de' Paoli
- cerimonia del 1º giugno nel duomo di Napoli, presieduta dal cardinale José Saraiva Martins:
  - Maria Giuseppina Catanea, monaca professa dell'Ordine carmelitano
- cerimonia del 22 giugno in piazza dei Martiri a Beirut, presieduta dal cardinale José Saraiva Martins:
  - Khalīl Al-Haddād, sacerdote cappuccino, fondatore delle francescane della Croce del Libano
- cerimonia del 29 giugno nel teatro all'aperto di Steyl-Tegelen, presieduta dal cardinale José Saraiva Martins:
  - Josepha Hendrina Stenmanns, fondatrice delle missionarie serve dello Spirito Santo
- cerimonia del 21 settembre nel Palazzetto dello Sport di Verona, presieduta dall'arcivescovo Angelo Amato:
  - Vincenza Maria Poloni, fondatrice delle sorelle della misericordia
- cerimonia del 28 settembre piazza del santuario della Divina Misericordia a Białystok, presieduta dall'arcivescovo Angelo Amato:
  - Michał Sopoćko, sacerdote, fondatore delle suore di Gesù Misericordioso
- cerimonia del 4 ottobre nella cattedrale di Vigevano, presieduta dal cardinale José Saraiva Martins:
  - Francesco Pianzola, sacerdote, fondatore delle suore missionarie dell'Immacolata Regina della Pace
- cerimonia del 4 ottobre nella cattedrale di Trieste, presieduta dall'arcivescovo Angelo Amato:
  - Francesco Giovanni Bonifacio, sacerdote e martire
- cerimonia del 19 ottobre nel santuario di Santa Teresa a Lisieux, presieduta dal cardinale José Saraiva Martins:
  - Louis Martin e Marie-Azélie Guérin Martin, coniugi
- cerimonia del 24 novembre nel Big N Stadium di Nagasaki, presieduta dal cardinale José Saraiva Martins:
  - Petrus Kibe Kasui e 187 compagni, martiri
- cerimonia del 29 novembre in piazza de La Caridad a Camagüey, presieduta dal cardinale José Saraiva Martins:
  - José Olallo Valdés, religioso professo dell'Ordine ospedaliero di San Giovanni di Dio

## Riti del 2009
- cerimonia del 7 giugno nel teatro all'aperto di Antananarivo, presieduta dall'arcivescovo Angelo Amato:
  - Raphaël-Louis Rafiringa, fratello professo dell'istituto dei Fratelli delle scuole cristiane
- cerimonia del 5 luglio al parco de Gourjade a Castres, presieduta dall'arcivescovo Angelo Amato:
  - Jeanne Émilie de Villeneuve, fondatrice delle Suore di Nostra Signora dell'Immacolata Concezione
- cerimonia del 4 ottobre nella cattedrale di Ratisbona, presieduta dall'arcivescovo Angelo Amato:
  - Eustachio Kugler, religioso professo dell'Ordine ospedaliero di San Giovanni di Dio
- cerimonia del 18 ottobre nella cattedrale di Toledo, presieduta dall'arcivescovo Angelo Amato:
  - Ciriaco María Sancha y Hervás, arcivescovo di Toledo e cardinale, fondatore delle Suore della carità del Cardinale Sancha
- cerimonia del 25 ottobre in Piazza del Duomo a Milano, presieduta dall'arcivescovo Angelo Amato:
  - Carlo Gnocchi, sacerdote diocesano, fondatore dell'Opera Pro Iuventute
- cerimonia del 31 ottobre nel duomo di Budapest, presieduta dall'arcivescovo Angelo Amato:
  - Zoltán Lajos Meszlényi, vescovo e martire
- cerimonia del 22 novembre nella Basilica dell'Annunciazione a Nazaret, presieduta dall'arcivescovo Angelo Amato:
  - Maryam Sūltanah Danil Ghaţţas, cofondatrice delle Suore del Santo Rosario di Gerusalemme dei latini

## Riti del 2010
- cerimonia del 23 gennaio nella basilica di Santa Maria in Mataró a Barcellona, presieduta dall'arcivescovo Angelo Amato:
  - Josep Samsó Elias, sacerdote e martire
- cerimonia del 18 aprile in Plaza de Colón a Valladolid, presieduta dall'arcivescovo Angelo Amato:
  - Bernardo Francisco de Hoyos de Seña, sacerdote professo della Compagnia di Gesù
- cerimonia del 25 aprile nella Basilica di San Giovanni in Laterano a Roma, presieduta dall'arcivescovo Angelo Amato:
  - Angelo Paoli, sacerdote professo dell'Ordine della Beata Vergine del Monte Carmelo
- cerimonia del 25 aprile nella Basilica di Santa Maria del Mar a Barcellona, presieduta dal cardinale Tarcisio Bertone:
  - Josep Tous Soler, sacerdote professo dell'Ordine dei frati minori cappuccini e fondatore delle Suore cappuccine della Madre del Divin Pastore
- cerimonia del 22 maggio in Piazza Risorgimento a Benevento, presieduta dall'arcivescovo Angelo Amato:
  - Teresa Manganiello, fondatrice delle Suore francescane immacolatine
- cerimonia del 30 maggio nella Basilica di Santa Maria Maggiore a Roma, presieduta dall'arcivescovo Angelo Amato:
  - Maria Pierina De Micheli, suora professa dell'istituto delle Figlie dell'Immacolata Concezione
- cerimonia del 6 giugno in piazza Piłsudski a Varsavia, presieduta dall'arcivescovo Angelo Amato:
  - Jerzy Popiełuszko, sacerdote e martire
- cerimonia del 12 giugno a Linares, presieduta dall'arcivescovo Angelo Amato:
  - Manuel Lozano Garrido, membro dell'Azione Cattolica
- cerimonia del 13 giugno nell'Arena Petrol Football Stadium di Celje, presieduta dal cardinale Tarcisio Bertone:
  - Alojzij Grozde, martire, laico, membro dell'Azione Cattolica
- cerimonia del 27 giugno a Kfifan, presieduta dall'arcivescovo Angelo Amato:
  - Esţfān Nehmé, religioso professo dell'Ordine libanese maronita
- cerimonia del 12 settembre alla base aerea di Armilla, Granada, presieduta dall'arcivescovo Angelo Amato:
  - Leopoldo da Alpandeire, laico professo dell'Ordine dei frati minori cappuccini
- cerimonia del 18 settembre nello Stadio Olimpico di Siviglia, presieduta dall'arcivescovo Angelo Amato:
  - María Isabel Salvat Romero, superiora generale delle Sorelle della compagnia della Croce
- cerimonia del 19 settembre al Cofton Park di Birmingham, presieduta da papa Benedetto XVI:
  - John Henry Newman, oratoriano, cardinale
- cerimonia del 19 settembre nel duomo di Münster, presieduta dal cardinale Joachim Meisner:
  - Gerhard Hirschfelder, sacerdote diocesano e martire
- cerimonia del 25 settembre nel santuario della Madonna del Divino Amore a Roma, presieduta dall'arcivescovo Angelo Amato:
  - Chiara Badano, laica del Movimento dei focolari
- cerimonia del 3 ottobre nel duomo di Parma, presieduta dall'arcivescovo Angelo Amato:
  - Anna Maria Adorni, fondatrice delle Ancelle dell'Immacolata
- cerimonia del 23 ottobre nel duomo di Vercelli, presieduta dall'arcivescovo Angelo Amato:
  - Alfonsa Clerici, religiosa professa della congregazione delle Suore del Preziosissimo Sangue
- cerimonia del 30 ottobre a Oradea, presieduta dall'arcivescovo Angelo Amato:
  - Szilárd Ignác Bogdánffy, martire, vescovo ausiliare di Oradea Mare dei Latini
- cerimonia del 6 novembre nel Ginásio Gigantinho di Porto Alegre, presieduta dall'arcivescovo Lorenzo Baldisseri:
  - Barbara Maix, fondatrice delle Suore dell'Immacolato Cuore di Maria

## Riti del 2011
- cerimonia del 1º maggio in Piazza San Pietro a Roma, presieduta da papa Benedetto XVI:
  - Giovanni Paolo II, papa
- cerimonia del 7 maggio a Pianura, presieduta dal cardinale Angelo Amato:
  - Giustino Russolillo, fondatore della Società e delle Suore delle divine vocazioni
- cerimonia del 15 maggio nella cattedrale di Würzburg, presieduta dal cardinale Angelo Amato:
  - Georg Häfner, sacerdote e martire
- cerimonia del 21 maggio nell'Estádio do Restelo a Lisbona, presieduta dal cardinale Angelo Amato:
  - Libânia do Carmo Galvão Mexia Telles de Albuquerque, fondatrice delle Suore francescane ospedaliere dell'Immacolata Concezione
- cerimonia del 22 maggio a Salvador da Bahia, presieduta dal cardinale Geraldo Majella Agnelo:
  - Irmã Dulce, suora professa della Congregazione delle Suore missionarie dell'Immacolata Concezione della Madre di Dio
- cerimonia del 28 maggio nel campo sportivo "Santa Maria di Chiazzano" di Faicchio, presieduta dal cardinale Angelo Amato:
  - Clotilde Micheli, fondatrice delle Suore degli Angeli
- cerimonia del 5 giugno nella cattedrale di El Burgo de Osma, presieduta dal cardinale Angelo Amato:
  - Juan de Palafox y Mendoza, prima vescovo di Puebla de los Ángeles e poi vescovo di Osma
- cerimonia del 13 giugno nel duomo di Dresda, presieduta dal cardinale Angelo Amato:
  - Alojs Andritzki, Sacerdote diocesano, martire a Dachau
- cerimonia del 19 giugno a Landes, presieduta dal cardinale Angelo Amato:
  - Marguerite Rutan, vergine e martire
- cerimonia del 25 giugno a Lubecca, presieduta dal cardinale Angelo Amato:
  - Johannes Prassek e due compagni, martiri
- cerimonia del 26 giugno in Piazza del Duomo a Milano, presieduta dal cardinale Angelo Amato:
  - Serafino Morazzone, sacerdote diocesano
  - Enrichetta Alfieri, della congregazione delle Suore della carità di Santa Giovanna Antida Thouret
  - Clemente Vismara, del Pontificio istituto missioni estere
- cerimonia del 3 luglio a Satu Mare, presieduta dal cardinale Angelo Amato:
  - János Scheffler, vescovo e martire
- cerimonia del 14 settembre allo Stadio San Vito di Cosenza presieduta dal cardinale Angelo Amato:
  - Elena Aiello, fondatrice delle Suore minime della Passione di Nostro Signore Gesù Cristo
- cerimonia del 17 settembre all'istituto Cottolengo di Torino, presieduta dal cardinale Angelo Amato:
  - Francesco Paleari, sacerdote della Società dei sacerdoti di San Giuseppe Benedetto Cottolengo
- cerimonia del 24 settembre all'Olimpijska Dvorana Zetra di Sarajevo, presieduta dal cardinale Angelo Amato:
  - Maria Jula Ivanišević e quattro compagne, suore professe dell'istituto delle Figlie della Divina Carità e martiri
- cerimonia del 2 ottobre nel duomo di Ivrea, presieduta dal cardinale Tarcisio Bertone:
  - Antonia Maria Verna, fondatrice delle Suore di Carità dell'Immacolata Concezione
- cerimonia dell'8 ottobre a Urgell presieduta dal cardinale Angelo Amato:
  - Ana María Janer Anglarill, fondatrice delle Suore della Sacra Famiglia di Urgell
- cerimonia del 29 ottobre nella cattedrale dell'Almudena a Madrid, presieduta dal cardinale Angelo Amato:
  - María Catalina Irigoyen Echegaray, suora professa della congregazione delle Serve di Maria ministre degli infermi
- cerimonia del 13 novembre nella chiesa parrocchiale di St. Martin a Dornbirn, presieduta dal cardinale Angelo Amato:
  - Carl Lampert, sacerdote e martire
- cerimonia del 17 dicembre nella cattedrale dell'Almudena a Madrid, presieduta dal cardinale Angelo Amato:
  - Francisco Esteban Lacal e 21 compagni, martiri

## Riti del 2012
- cerimonia del 29 gennaio nello Stephansdom di Vienna, presieduta dal cardinale Angelo Amato:
  - Hildegard Burjan, fondatrice delle Suore della carità sociale
- cerimonia del 21 aprile nella Basilica di Nostra Signora di Guadalupe a Città del Messico, presieduta dal cardinale Angelo Amato:
  - Manuela de Jesús Arias Espinosa, fondatrice delle Missionarie clarisse del Santissimo Sacramento
- cerimonia del 29 aprile nella Basilica di San Paolo fuori le mura a Roma, presieduta dal cardinale Salvatore De Giorgi:
  - Giuseppe Toniolo, laico e padre di famiglia
- cerimonia del 29 aprile nella cattedrale di Coutances, presieduta dal cardinale Angelo Amato:
  - Pierre-Adrien Toulorge, sacerdote, dei Canonici regolari premostratensi, martire
- cerimonia del 27 maggio a Vannes, presieduta dal cardinale Angelo Amato:
  - Marie-Louise de Lamoignon, fondatrice delle Suore della carità di San Luigi
- cerimonia del 3 giugno al Parc des Expositions Micropolis di Besançon, presieduta dal cardinale Angelo Amato:
  - Marie-Jean-Joseph Lataste, domenicano, fondatore delle Suore Domenicane di Betania
- cerimonia del 17 giugno in Piazza della Bottata a Nepi, presieduta dal cardinale Angelo Amato:
  - Cecilia Eusepi, religiosa delle Mantellate serve di Maria
- cerimonia del 24 giugno a Contursi Terme, presieduta dal cardinale Angelo Amato:
  - Mariano Arciero, sacerdote
- cerimonia del 22 settembre nella cattedrale di Troyes, presieduta dal cardinale Angelo Amato:
  - Louis Brisson, sacerdote, fondatore degli Oblati e delle Oblate di San Francesco di Sales
- cerimonia del 29 settembre nella cattedrale di Acireale, presieduta dal cardinale Angelo Amato:
  - Gabriele Allegra, sacerdote professo dell'Ordine dei Frati Minori
- cerimonia del 13 ottobre nella cattedrale di San Vito a Praga, presieduta dal cardinale Angelo Amato:
  - Bedřich Bachstein e 13 compagni, martiri
- cerimonia del 10 novembre nella cattedrale di Spoleto, presieduta dal cardinale Angelo Amato:
  - Maria Luisa Prosperi, badessa benedettina
- cerimonia del 17 novembre a Buenos Aires, presieduta dal cardinale Angelo Amato:
  - María Crescencia Pérez, religiosa professa delle Figlie di Maria Santissima dell'Orto
- cerimonia del 24 novembre a Macas, presieduta dal cardinale Angelo Amato:
  - Maria Troncatti, religiosa professa delle figlie di Maria Ausiliatrice
- cerimonia del 2 dicembre a Nagercoil, India, presieduta dal cardinale Angelo Amato:
  - Devasahayam Pillai, laico e martire